# San Pedro, Sucre
San Pedro là một khu tự quản thuộc tỉnh Sucre, Colombia. Thủ phủ của khu tự quản San Pedro đóng tại San Pedro Khu tự quản San Pedro có diện tích 222 ki lô mét vuông. Đến thời điểm ngày 28 tháng 5 năm 2005, khu tự quản San Pedro có dân số 14883 người.